# Cosmophorus mesocaudatus
Cosmophorus mesocaudatus är en stekelart som beskrevs av Van Achterberg 2000. Cosmophorus mesocaudatus ingår i släktet Cosmophorus och familjen bracksteklar. Inga underarter finns listade i Catalogue of Life.